# Hagiografie
Hagiografie (ze starořeckého ἅγιος / (h)ágios = „svatý“ a γράφειν / gráfein = „psát“) je nauka zabývající se popisem života a skutků světců, případně jejich dalším výkladem. Paralelně se používá pojem legendistika.
Výraz může mít i přenesený význam ve smyslu literárního žánru, či legendy obecně.